# Starokozache
Starocazaci (en ucraniano: Старокозаче) es un pueblo ucraniano perteneciente al óblast de Odesa. Situado en el suroeste del país, es parte del raión de Belgorod-Dnistrovski y del municipio (hromada) homónimo.

## Toponimia
El nombre del asentamiento en otros idiomas de importancia en el asentamiento es también Starokazache (en ruso: Староказачье) y Cazaci (en rumano: Cazaci). 

## Geografía
Starokozache se encuentra 8 km al oeste del limán del Dniéster, a orillas del río Alkaliya. Cerca está el cruce de la frontera con Moldavia, Starokozache-Tudora. 

## Historia
El pueblo fue fundado en 1824 en la región histórica de Besarabia por cosacos del Sich del Danubio. Debido al hecho de que en el pueblo había muchos huérfanos cosacos y pobres de las zonas rurales, se convirtió en uno de los centros del movimiento antifeudal en el condado. Cuando se creó el ejército cosaco de Besarabia, aquellos que formaban parte del ejército cosaco del Danubio quedaron exentos de deberes estatales y abandonaron la subordinación de la administración zemstvo local. 
En enero de 1918 comenzó la intervención y anexión al reino de Rumania. Ese mismo año, los bolcheviques locales crearon una unidad del Ejército Rojo, que luchó con los aldeanos de Ivánivka y Tatarbunari contra los rumanos. Como resultado de la reforma agraria llevada a cabo en 1918-1924, las mejores tierras fueron devueltas a los campesinos y colonos ricos, en quienes el gobierno real rumano vio apoyo social.
Starokozache fue entregada a la Unión Soviética con el pacto Ribbentrop-Mólotov. El 29 de julio de 1941, Starokozache fue tomada por tropas germano-rumanas durante la operación Barbarroja de la Segunda Guerra Mundial. El 23 de agosto de 1944, Starokozache fue tomada por la 83.ª brigada marina separada de Novorosíisk.
Entre 1940 y 1956, el pueblo fue el centro del raión de Starokozache dentro del óblast de Izmaíl.
En 2012, cerca del pueblo de Starokozache se construyó la central solar Starokozache con una capacidad de 42,95 MW.

## Demografía
La evolución de la población de Starokozache entre 1989 y 2001 fue la siguiente:
| 5728                                                          | 5278 |
| (Fuente: Cities & Towns of Ukraine y UKRAINE: Größere Städte) |      |

Según el censo de 2001, la lengua materna de la mayoría de los habitantes, el 88,95%, es el ucraniano; del 6,42%, el ruso; y el rumano, del 3,24%.

## Economía
El pueblo de Starokozache es uno de los pueblos económicamente desarrollados del raión de Bíljorod-Dnistrovski.

## Infraestructura

### Arquitectura, monumentos y lugares de interés
En 1992, la iglesia de la Santa Intercesión, construida en 1937, fue completamente renovada y restaurada.

### Transporte
La carretera regional P-72 atraviesa el pueblo, que se une a la carretera regional moldava R-30 poco detrás del pueblo en una estación fronteriza en la frontera entre Ucrania y Moldavia, mientras que la carretera nacional M 15 discurre al sureste del pueblo.